# Dresden Titans

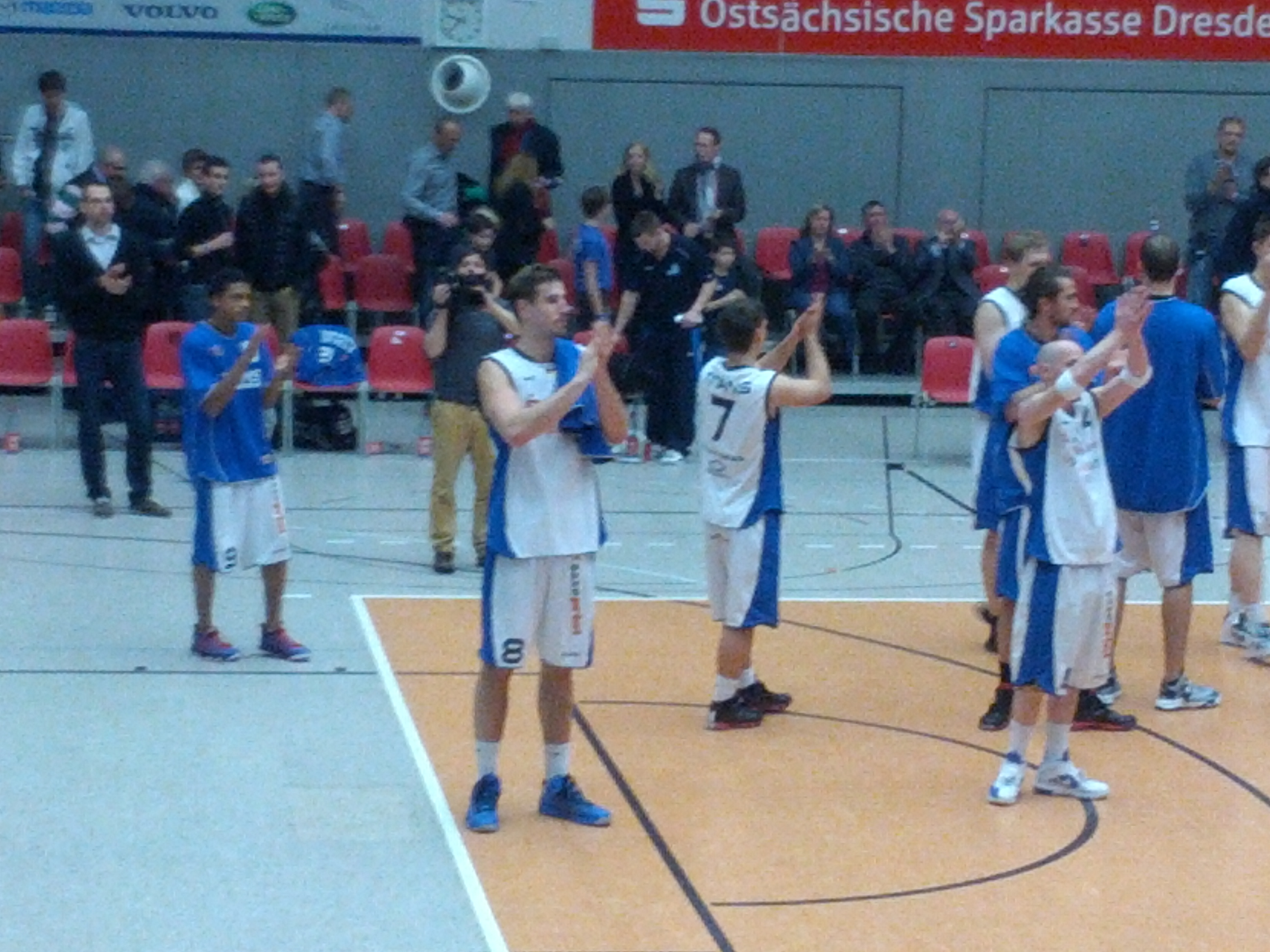
Alexander Heide de los Dresden Titans en 2013

El Dresden Titans es un equipo de baloncesto alemán con sede en la ciudad de Dresde, que compite en la ProB, la tercera división de su país. Disputa sus partidos en el Margon Arena, con capacidad para 3000 espectadores.

## Posiciones en Liga
| Temporada | Nivel | Liga | Pos. | Postemporada        |
| --------- | ----- | ---- | ---- | ------------------- |
| 2013–14   | 3     | ProB | 2    | Playoffs de ascenso |
| 2014–15   | 3     | ProB | 4    | Playoffs de ascenso |
| 2015–16   | 3     | ProB | 5    | Asciende            |
| 2016–17   | 2     | ProA | 16   | Desciende           |
| 2017–18   | 3     | ProB | 16   |                     |

## Palmarés
- Campeón de la Regionalliga (Grupo Sureste)

2012
- Campeón de la 2.Regionalliga (Grupo Sureste-Norte)

2010

## Jugadores destacados
| - Ignacio González - Mike Allison - Gary Dussard - Damir Bagarić - Jaroslav Tyrna - Fran Mba - Helge Baues - Georg Dölle - Jusuf El Domiaty - Andreas Endig - Sebastian Heck - Lars Kaniok - Andreas Kelm - Daniel Krause - Philipp Lieser - Walter Simon - Andre Spalke | - Ronald Trautsch - Dominik Turudic - Max von der Wippel - Anton Dorosev - Emil Johansson - Jared Benson - Joseph Bertrand - Jason Boucher - Kevin Butler - Marqueze Coleman - Randal Holt - Larry Johnson - Vincent Johnson - Andrew Jones - John Jonker - Nick Perioli - Joseph Polite | - Jervon Pressley - R.J. Price - Damon Smith - David Sturner - Bruce Zabukovec - Dario Strebl - Triantafillos Tzakopoulos - Konrad Tota - Guy Aud - Vladimir Diachenko - Tafari Toney - Daniel Cheledinas - Jeremy Dunbar |